# Грудинский, Станислав Игоревич
Станислав Игоревич Грудинский — гвардии рядовой Вооружённых Сил Российской Федерации, участник антитеррористических операций в период Второй чеченской войны, погиб при исполнении служебных обязанностей во время боя 6-й роты 104-го гвардейского воздушно-десантного полка у высоты 776 в Шатойском районе Чечни.

## Биография
Станислав Игоревич Грудинский родился 18 июня 1980 года в городе Рыбинске Ярославской области. Одновременно с учёбой в средней школе учился в музыкальной школе, занимался в аэроклубе, получив третий разряд по парашютному спорту, увлекался моделизмом. По окончании Рыбинской средней школы № 23 поступил в речное училище. В 1999 году окончил его, получив специальность «эксплуатация электрооборудования и автоматика судов».
24 мая 1999 года Грудинский был призван на службу в Вооружённые Силы Российской Федерации. После прохождения обучения зачислен гранатомётчиком в войсковую часть № 32515 (104-й гвардейский воздушно-десантный полк, дислоцированный в деревне Черёха Псковского района Псковской области), службу проходил в 6-й парашютно-десантной роте.
В начале 2000 года Грудинский в составе своего подразделения рядовой был направлен в Чеченскую Республику, в зону контртеррористической операции на Северном Кавказе. Принимал активное участие в боевых операциях. Так, 9 февраля 2000 года благодаря его бдительности была вовремя замечена группа сепаратистов, пытавшихся пройти на участке между соседними подразделениями. В тот день Грудинский лично уничтожил несколько боевиков. Успешно действовал он и 17 февраля 2000 года в Аргунском ущелье, где благодаря в том числе и его действиям незаконное вооружённое формирование не сумело прорваться из окружения.
С конца февраля 2000 года его рота дислоцировалась в районе населённого пункта Улус-Керт Шатойского района Чечни, на высоте под кодовым обозначение 776, расположенной около Аргунского ущелья. 1 марта 2000 года десантники приняли здесь бой против многократно превосходящих сил сепаратистов — против всего 90 военнослужащих федеральных войск, по разным оценкам, действовало от 700 до 2500 боевиков, прорывавшихся из окружения после битвы за райцентр — город Шатой. Грудинский вёл огонь по врагам из гранатомёта, не давая им возможности приблизиться к позициям. В разгар боя он получил многочисленные ранения, но продолжал сражаться. Когда иссякли боеприпасы, он подорвал боевиков при помощи мины, но и сам при этом погиб.
Похоронен на Макаровском кладбище в Рыбинском районе Ярославской области.
Указом Президента Российской Федерации от 12 марта 2000 года за мужество и отвагу, проявленные при ликвидации незаконных вооружённых формирований в Северо-Кавказском регионе, гвардии рядовой Роман Сергеевич Ердяков посмертно был удостоен ордена Мужества.

## Память
- Бюст гвардии рядового Станислава Грудинского установлен в его родном городе, там же улица носит имя «Героев 6-й роты»[4].
- В Рыбинской средней школе № 23 создан мемориальный класс-музей, установлена мемориальная доска.
- Грудинскому посвящён стенд в музее Рыбинского речного училища, на здании училища установлена мемориальная доска[5].